# Moczydlnica Klasztorna (gromada)
Moczydlnica Klasztorna – dawna gromada, czyli najmniejsza jednostka podziału terytorialnego Polskiej Rzeczypospolitej Ludowej w latach 1954–1972.
Gromady, z gromadzkimi radami narodowymi (GRN) jako organami władzy najniższego stopnia na wsi, funkcjonowały od reformy reorganizującej administrację wiejską przeprowadzonej jesienią 1954 do momentu ich zniesienia z dniem 1 stycznia 1973, tym samym wypierając organizację gminną w latach 1954–1972.
Gromadę Moczydlnica Klasztorna z siedzibą GRN w Moczydlnicy Klasztornej utworzono – jako jedną z 8759 gromad na obszarze Polski – w powiecie wołowskim w woj. wrocławskim, na mocy uchwały nr 31/54 WRN we Wrocławiu z dnia 2 października 1954. W skład jednostki weszły obszary dotychczasowych gromad Moczydlnica Klasztorna i Konary ze zniesionej gminy Krzelów oraz Domanice ze zniesionej gminy Wołów w tymże powiecie. Dla gromady ustalono 10 członków gromadzkiej rady narodowej.
1 stycznia 1960 gromadę zniesiono, a jej obszar włączono do gromad Stary Wołów (wsie Domanice i Moczydlnica Dworska) i Krzelów (wsie Konary i Moczydlnica Klasztorna) w tymże powiecie.